# KILI
Koordinaten: 43° 10′ 48″ N, 102° 19′ 25″ W

Fahne des Reservats

KILI 90.1 FM ist ein US-amerikanischer Radiosender im Porcupine Butte, Oglala Lakota County, im Bundesstaat South Dakota, einer Siedlung in der Nähe von Wounded Knee.
KILI startete seinen Sendebetrieb im Jahr 1983 und war damit der erste Radiosender der Vereinigten Staaten, der von Ureinwohnern betrieben wurde. Neben der Pine Ridge Reservation versorgt der Sender auch die
Sioux Reservate Cheyenne River Sioux Reservation und Standing Rock Reservation in North Dakota. KILI Radio besitzt einen Umsetzer in Rapid City auf der Frequenz 88,7 MHz mit dem Rufzeichen K204FB. Der Sender hat eine Leistung von 100.000 Watt ERP auf der Frequenz 90,1 MHz. Seine Antennen befinden sich auf einem Funkmast in einer Höhe von 84 Metern.
Der Radiosender wurde ursprünglich 1983 von Mitgliedern der American Indian Movement gegründet. Heute gehört der Sender der 'Lakota Communications INC.', einer gemeinnützigen Gesellschaft mit Sitz in Porcupine Butte. KILI sendet 22 Stunden täglich ein gemischtes Programm in Englisch und in der Lakota-Sprache. Laut eigenen Angaben erreicht die Station täglich 30.000 Zuhörer in den drei Reservaten. Da der Betreiber gemeinnützig ist, wird er finanziell sowohl von der Reservats-Regierung als auch von der Amerikanischen Bundesregierung gefördert. Im Sommer 2006 war der Sender über mehrere Monate außer Betrieb, da die Sendeanlage von einem Blitz getroffen wurde. Dabei entstand ein Schaden in Höhe von 200.000 Dollar.
KILI und K204FB sind die amtlichen Rufzeichen, ausgegeben von der amerikanischen Fernmeldebehörde FCC. Sein Motto lautet 'Voice of the Lakota Nation'.
No More Smoke Signals ist ein Schweizer Dokumentarfilm von Fanny Bräuning aus dem Jahr 2008. Er porträtiert die Radiostation. In einem Filmzitat wird erwähnt, dass das Radio somit an die Stelle der Rauchzeichen getreten sei.